# Wasserbaum Ockensen
Der Wasserbaum Ockensen ist ein vom Menschen geschaffenes Naturdenkmal im Ortsteil Ockensen der Gemeinde Salzhemmendorf in Niedersachsen.

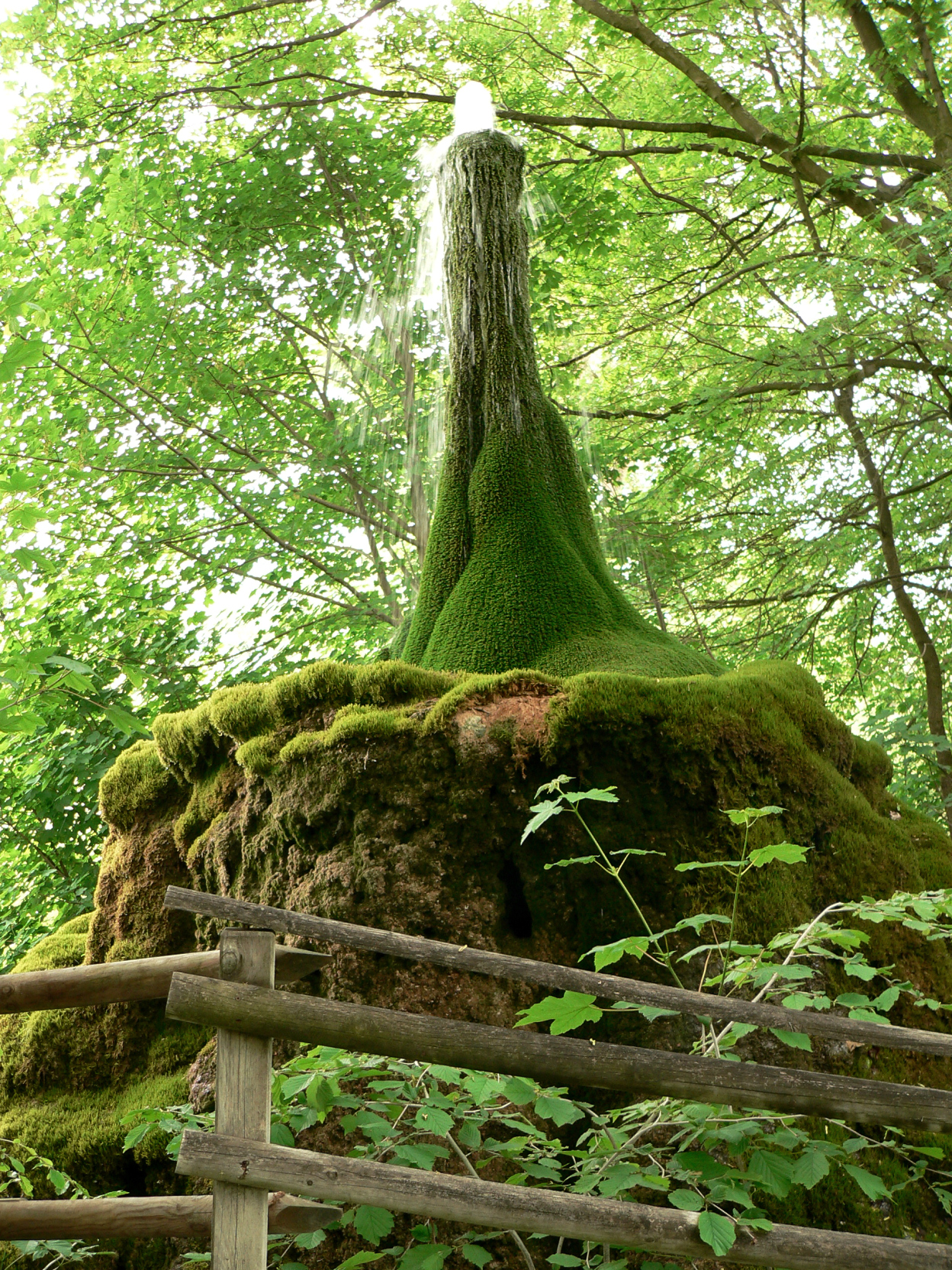
Der Wasserbaum in Ockensen

## Geschichte
Der Wasserbaum geht zurück auf ein Sägewerk, das zwischen 1904 und 1926 in Ockensen betrieben wurde. Um eine elektrische Turbine mit Wasserkraft antreiben zu können, war ein Mühlenteich einige hundert Meter hangaufwärts am Ith angelegt worden, aus dem das Wasser durch Rohre in das Sägewerk geführt wurde. Für den Betrieb der Turbine musste dieser Stauteich gut gefüllt sein, sodass der Sägemüller zuvor zum Teich gehen musste, um den Füllstand zu überprüfen.
Um diesen lästigen Gang zu erübrigen und schon vom Sägewerk aus erkennen zu können, ob der Teich vollgelaufen war, errichtete der Sägemüller Hermann Meyer unterhalb des Stauteiches ein hohes hölzernes Überlaufrohr. Wenn der Stauteich gut gefüllt war, sprudelte aus dem Überlauf Wasser.
Aus dem stark kalkhaltigen Wasser fällt der Kalk bei Luftberührung aus und lagert sich in großen Mengen als Kalktuff am Überlauf ab, zusätzlich siedelten sich Moose an. Dadurch hat dieser Überlauf heute das kuriose Aussehen eines hohen moosbewachsenen Baumstumpfes erhalten, aus dessen oberem Ende Wasser quillt.
In der Nähe des Wasserbaumes befindet sich das Naturschutzgebiet Im Heidsieke als Quellsumpf mit einer artenreichen Flora.

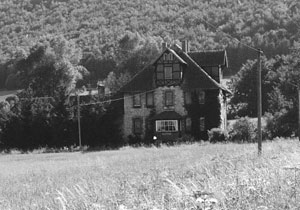
Das alte Forsthaus in Ockensen
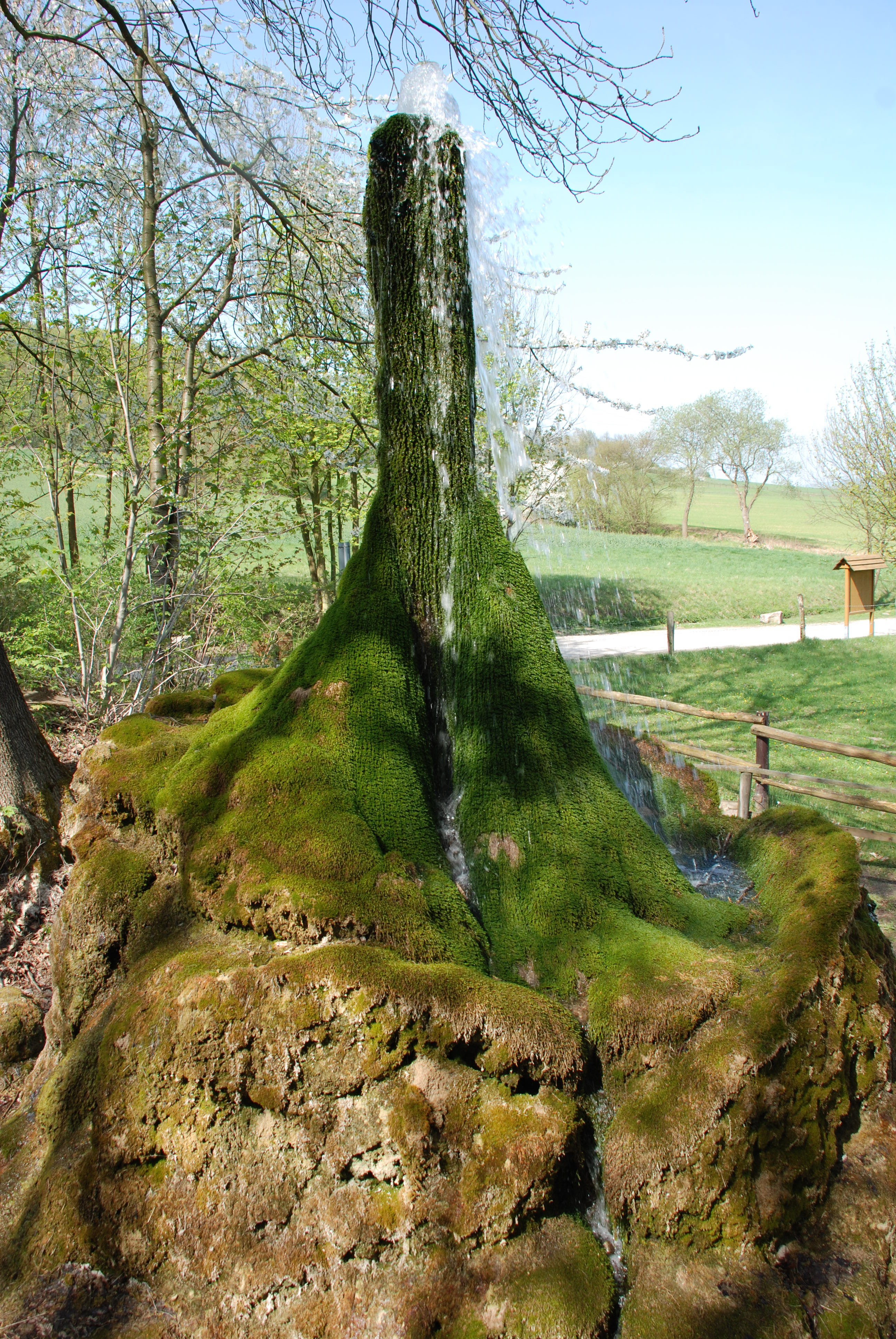
Der Wasserbaum